# 弗里曼鎮區 (愛荷華州克萊縣)
弗里曼鎮區（英語：Freeman Township）是位於美國愛荷華州克萊縣的一個行政鎮區。

## 地方資料
根據2010年美國人口普查的數據，弗里曼鎮區的面積為92.40平方千米，當中陸地面積為91.88平方千米，而水域面積為0.52平方千米。當地共有人口444人，而人口密度為每平方千米4.81人。